# Far Cry 3
Far Cry 3 är ett dator- och TV-spel utvecklat av franska Ubisoft. Spelet släppes till Windows, Playstation 3 och Xbox 360 den 29 november 2012. Spelet använder sig av spelmotorn Dunia 2, en uppgraderad version av Dunia-motorn som användes till Far Cry 2. 26 juni 2018 släpptes spelet till Playstation 4 och Xbox One.

## Spelmekanik
Far Cry 3 är ett open world-spel där spelaren kan fritt röra sig fritt i spelets kampanjdel. Spelaren har förmågan att ta skydd bakom föremål för att undvika att bli sedd av fiender. Spelaren har också förmågan att utföra tysta "överfall" genom att utföra närstridsattacker från ovan, underifrån eller bredvid. Spelaren tjänar erfarenhetspoäng som kan användas för att låsa upp uppgraderingsbara färdigheter när man slutför uppdrag och levlar upp. Dessa färdigheter kategoriseras i tre olika färdighetsträd: Hägern - Överfall i längre räckvidder och rörlighet, Hajen: Snabbare överfall och helande, Spindeln: stealth-överfall och överlevnad.
Det finns ett antal körbara fordon i spelet; som till exempel bilar, buggies, båtar, vattenskotrar och hängglidare. Spelvärlden är fylld med över 20 arter av otämjda djur, som spelaren kan jaga för att skaffa skinn. Med skinn kan spelaren tillverka hjälpmedel så att man kan bära mer föremål som pengar, ammunition eller vapen. Det finns också olika typer av växter som kan plockas upp och användas för att tillverka sprutor som kan ge spelaren mer hälsa eller styrka. 
Spelet har 39 olika vapen, varav vissa som kan anpassas med nya färger eller tillägg som t.ex. extramagasin eller en ljuddämpare. Spelaren kan bära som mest fyra av dessa vapen, och det finns även "Signaturvapen" som i allmänhet är det bästa vapnet som kan hittas för varje vapenkategori och kan bli upplåsta om man uppfyller vissa krav. 

### Tävlingsläge
Spelets tävlingsläge utvecklades av svenska Ubisoft Massive. 

### Skapande
I Far Cry 3 kunde man skapa egna multiplayer-banor, precis som i föregångarna. Det går att göra på PC såväl som på konsol. Spelets servrar upphördes 1 september 2022.

## Handling
Far Cry 3 utspelar sig på en tropisk ö som ligger någonstans mellan Indiska Oceanen och Stilla Havet. Huvudkaraktären (som man styr) är Jason Brody som med sin flickvän Liza Snow och hans bröder och vänner reser till en tropisk ö i stilla havet. De bestämmer sig för att glidflyga och hamnar då på en ö som kontrolleras av pirater. De hamnar dock på olika ställen och huvuduppdraget för Jason är att hitta och/eller rädda sina vänner. Alla blir fasttagna och satta bakom galler av en "pirathövding" som heter Vaas Montenegro. Jason lyckas fly och blir sedan omhändertagen av Dennis Rogers som är medlem i Rakyat, öns urinvånare. Denna "grupp" styrs av prästinnan Citra Talugmai som är Vaas syster. Urinvånarna lär Jason jaga och strida, och han får också stridstatueringar som har ganska stor betydelse i spelet.

## Rollfigurer
- Jason Brody - Spelets huvudperson som spelaren styr. Han är en turist som blir strandsatt på den tropiska ön och måste överleva farorna på ön samtidigt som han försöker rädda sina vänner och sin bror. Figurens röst framfördes av Gianpaolo Venuta.
- Liza Snow - Jasons kidnappade flickvän som han räddar från en brinnande byggnad. Figurens röst framfördes av Mylène Dinh-Robic.
- Riley Brody - Jasons yngre bror. Han är en nybörjarpilot och blir tvungen att flyga ett plan för att hjälpa Jason att komma undan piraterna. Hans röst framfördes av Alex Harrouch.
- Grant Brody - Jasons äldre bror. Han blir skjuten till döds under rymningsförsöket från piraternas läger. Figurens röst framfördes av Lane Edwards.
- Daisy Lee - Grants flickvän och en av vännerna som Jason måste rädda på ön. Figurens röst framfördes av Natalie Brown.
- Oliver Carswell - En annan av Jasons vänner som han räddar från piraterna. Figurens röst framfördes av Kristian Hodko.
- Keith Ramsay - En vän till Jason och en framgångsrik bankman på Wall Street. Hoyt säljer honom till Buck, som håller honom som sexslav. Figurens röst framfördes av James A. Woods.
- Vaas Montenegro - Huvudantagonisten under den första halvan av spelet. Han är en våldsam, oförutsägbar, högmodig och extremt farlig pirat. Hans största replik är "Did I ever tell you the definition...of Insanity?" Figurens röst framfördes av Michael Mando.
- Hoyt Volker - Huvudantagonisten under den andra halvan av spelet. Han beskrivs som "Armageddon" i jämförelse med Vaas och arbetar i slavhandel och mord. Han är ledare för Privateers och styr den södra ön. Figurens röst framfördes av Steve Cumyn.
- Bambi "Buck" Hughes - En psykopatisk mördare och våldtäktsman som njuter av att tortera sina offer på sina sjuka sätt. Jason gör ett par uppdrag åt honom där han ska försöka få tag i en särskild dolk att ge till honom i utbyte mot att Buck släpper Keith, som han håller som sexslav. Men när Buck har fått det han vill ha vägrar han att släppa Keith, och attackerar Jason med dolken. Figurens röst framfördes av Julian Casey.
- Dennis Rogers - En man som Jason möter efter att ha flytt från sitt fångenskap i piraternas läger. Han presenterar Jason för byborna och sänder honom på sina första uppdrag. Det avslöjas i slutet (om spelaren väljer att rädda Jasons vänner) att Dennis har känslor för Citra. Figurens röst framfördes av Charles Malik Whitfield.
- Citra Talugmai - Vaas syster och ledare för lokalbefolkningen på ön. Hon sågs vara intim med Jason innan hon skickade honom på ett uppdrag att döda hennes bror. Figurens röst framfördes av Faye Kingslee.
- Dr. Alec Earnhardt - En läkare som hjälper Daisy att bli frisk efter att ha blivit förgiftad. Figurens röst framfördes av Martin Kevan.
- Sam Becker - En högt rankad agent inom Privateer som vill hjälpa Jason att eliminera Hoyt. Figurens röst framfördes av Stephen Bogaert.
- Willis Huntley - En före detta CIA-agent som ger information till Jason om öarna och dess invånare. Figurens röst framfördes av Alain Goulem.
- Vincent Salas - En vän till Jason som följde honom och hans vänner till Rook Islands, vilket bekräftats under introt av spelet. Figurens röst framfördes av Marco Grazzini.

## Djur
- American Crow (amerikansk kråka) - Kråkor är, enligt urbefolkningen på ön, budbärare av olycka.
- Asian Black Bear (kragbjörn) - Kragbjörnen syns ofta äta frukt, gräs och örter, men den råkar vara det farligaste djuret på ön. Den kan hittas i grottor, nära floder och i djungeln.
- Beach Crab (strandkrabba) - Krabbor är vanligast sedda strövande på stranden. De kan dock vara svåra att se på grund av sin lilla storlek.
- Bird of Paradise (paradisfågel) - Paradisfåglar är färggranna fåglar som kan hittas i djungeln. De tar till flykt om de blir rädda.
- Boar (vildsvin) - Vildsvinet kan skiljas från en vanlig gris på deras långa betar. De strövar omkring i skogen och på slätterna. De undviker människor, men om de känner sig hotade anfaller de.
- Buffalo (vattenbuffel) - Vilda bufflar kan hittas nära vatten. De är relativt fredliga djur, men om de blir störda är det svårt att fly från deras attack.
- Bull Shark (tjurhaj) Tjurhajarna syns ofta simmande nära stränder och simmar fortare när de upptäckt ett byte. De påträffas även nära korallrev.
- Cassowary (kasuar) Kasuaren är en stor fågel som bor i djungeln. Dessa stora fåglar är mycket farliga om de blir störda. En kasuars klor är knivskarpa och extremt dödliga.
- Chicken (höna) - Höns hålls som boskap av byborna över hela ön.
- Coral Reef Fish (korallrevsfisk) - Korallfiskar är ett flertal arter av fisk som simmar i närheten av korallrev.
- Deer (hjort) - Hjortar är mycket snabba och lättskrämda.
- Dingo (dingo) - Dingos lever i skogar och på slätter. De skadar inte människor så länge de lämnas ifred.
- Giant  Galapagos' tortoise (galapagossköldpadda) - Galapagossköldpaddorna är de största sköldpaddorna på ön. Dess hårda skall skyddar den från pilar och mindre kraftfulla skjutvapen.
- Goat (get) - Getterna finns i vilt tillstånd på ön. Dess kött kan användas som bete för komodovaraner.
- Jellyfish (manet) - Maneter ses ofta simmande i kustvatten i små grupper. De är antingen färgade vita, blå eller gul-orangea. Om spelaren simmar in i dem utgör de en minimal skada, om inte spelet är inställt på en hög svårighetsgrad.
- Komodo Dragon (komodovaran) - Komodovaraner är inhemska jätteödlor som kan hittas på slätter och nära stränder. De livnär sig på kadaver och, även om de verkar passiva, är det farligt att komma för nära dem.
- Leopard (leopard) - Leoparder är mästare på smygattacker. De håller till i skogar och bergstrakter. De närmar sig alltid tyst och attackerar i hög hastighet.
- Macaque (makak) - Makaker är små apor som bor i djungeln, men vissa hålls även som husdjur.
- Manta Ray (manta) - Mantor finnes i djupa vatten. De utgör inget hot mot människor. Det är möjligt att döda, men inte stycka dem.
- Moray Eel (muräna) - Muränorna håller sig intill korallreven. När den angriper sitt byte lindar den sig runt det för att dränka det, samtidigt som den försöker bita det.
- Pig (gris) - Grisar finns i både vilt och tamt tillstånd. De kan ibland misstas för vildsvin, men attackerar till skillnad från dessa inte spelaren om de känner sig hotade, utan flyr istället.
- Rabid Dog (rabieshund) - Rabieshundarna vistas i buskmarker och nära civilisationer. De kan skiljas från dingos genom sitt groteska utseende. Dessa hundar är mycket aggressiva och attackerar allt som rör sig.
- River fish (flodfisk) - Flodfiskar utgör ett stort utbud av olika fiskarter som håller till i sötvatten.
- Saltwater Crocodile (saltvattenkrokodil) - Saltvattenkrokodiler finns spridda i floder och sjöar. De är mycket skickliga i bakhåll och kamouflage.
- Sea Gull (fiskmås) - Fiskmåsar kan hittas i små grupper på stränder och till havs på båda öarna.
- Sea Turtle (havssköldpadda) - Havssköldpaddor hittas ibland vilande på stränder eller simmande i havet som omger ön. Korallrev är idylliska för dessa reptiler.
- Snake (orm) - Ormar kan vanligtvis hittas ihoprullade i olika områden, såsom nedanför radiotorn, bland träden eller inuti hyddor och hus. Deras närvaro avslöjas genom sitt ilskna väsande, men de är ofta svåra att upptäcka.
- Sumatran Tiger (sumatratiger) - Tigrar är de näst farligaste djuren på ön efter kragbjörnen. De är väldigt aggressiva och syns ofta jaga andra djur.
- Tapir (tapir) - Tapiren är ett inhemskt djur som lever i skogar och våtmarker. De misstas ibland för grisar, eftersom de är lika i kroppsform och beteende. De kan dock identifieras genom sitt elefantliknande tryne.
- Vulture (gam) - Gamarna är öns asätare. De befinner sig vanligen i närheten av färskt eller gammalt kött. De flyger iväg om de blir skrämda.

## Musik
Spelets soundtrack komponerades av Brian Tyler, som också har arbetat på många Hollywood-filmer samt spel som Call of Duty: Modern Warfare 3 och Need for Speed: The Run. Soundtracket släpptes den 4 december 2012 för digital nedladdning.
| Nr  | Titel                         | Längd |
| --- | ----------------------------- | ----- |
| 1.  | Far Cry 3                     |       |
| 2.  | Heat                          |       |
| 3.  | The Rakyat                    |       |
| 4.  | Monsoon                       |       |
| 5.  | Falling into a Dream          |       |
| 6.  | Journey Into Madness          |       |
| 7.  | Rook Island                   |       |
| 8.  | We Are Watching You           |       |
| 9.  | Treasure of Zheng He          |       |
| 10. | Fever Dream                   |       |
| 11. | Call of the Wild              |       |
| 12. | Bad Trip                      |       |
| 13. | Path of the Warrior           |       |
| 14. | Lost Child                    |       |
| 15. | Broken Compass                |       |
| 16. | The Giant's Head              |       |
| 17. | Further (med Serena McKinney) |       |

Ihop med soundtracket har spelet också licensierade låtar som visas under spelet.
- M.I.A. — "Paper Planes"
- Skrillex & Damien Marley — "Make It Bun Dem"
- Die Antwoord — "I Fink You Freeky"
- Richard Wagner — "Ride of the Valkyries"

## Försäljning
I december 2012 hade spelet sålt sammanlagt 4,5 miljoner exemplar.